# Cathedral Rocks
Cathedral Rocks är en kulle i Antarktis. Den ligger i Östantarktis. Nya Zeeland gör anspråk på området. Toppen på Cathedral Rocks är 2 050 meter över havet.
Terrängen runt Cathedral Rocks är varierad. Trakten är obefolkad. Det finns inga samhällen i närheten.